# Хагемана тема
Те́ма Хагема́на — тема в шаховій композиції. Суть теми — в кожному з тематичних варіантів одна з фігур чорної повної напівзв'язки забирає одну з фігур білої напівбатареї, у відповідь друга фігура білої напівбатареї оголошує мат з використанням зв'язування обох тематичних чорних фігур.

## Історія
Ідею запропонував на початку ХХ століття німецький шаховий композитор Вернхард Хагеман (21.01.1878 — 10.08.1965).
Основою задач на цю ідею є механізм гри чорної повної напівзв'язки і білої напівбатареї, яка на матуючому ході ще й зв'язує чорну фігуру, яка пішла з напівзв'язки. Чорні фігури пів-зв'язки почергово у варіантах беруть одну з фігур білої напівбатареї, в результаті друга чорна фігура стає зв'язаною. При відході другої білої фігури для оголошення мату зв'язується та чорна фігура, яка забрала білу з напівбатареї. В результаті є мат чорному королеві на дві зв'язки чорних фігур.
Ідея дістала назву — тема Хагемана.
|   | a | b | c | d | e | f | g | h |   |
| 8 | d8 білий кінь · h8 білий ферзь · e7 чорний король · f7 білий пішак · g7 білий кінь · h7 біла тура · c6 білий пішак · f6 чорна тура · h6 чорний пішак · a5 чорний слон · d5 білий пішак · e5 чорний пішак · f5 чорна тура · g5 чорний ферзь · h5 чорний слон · e4 білий король · f4 чорний пішак · g4 чорний пішак · h4 білий слон | d8 білий кінь · h8 білий ферзь · e7 чорний король · f7 білий пішак · g7 білий кінь · h7 біла тура · c6 білий пішак · f6 чорна тура · h6 чорний пішак · a5 чорний слон · d5 білий пішак · e5 чорний пішак · f5 чорна тура · g5 чорний ферзь · h5 чорний слон · e4 білий король · f4 чорний пішак · g4 чорний пішак · h4 білий слон | d8 білий кінь · h8 білий ферзь · e7 чорний король · f7 білий пішак · g7 білий кінь · h7 біла тура · c6 білий пішак · f6 чорна тура · h6 чорний пішак · a5 чорний слон · d5 білий пішак · e5 чорний пішак · f5 чорна тура · g5 чорний ферзь · h5 чорний слон · e4 білий король · f4 чорний пішак · g4 чорний пішак · h4 білий слон | d8 білий кінь · h8 білий ферзь · e7 чорний король · f7 білий пішак · g7 білий кінь · h7 біла тура · c6 білий пішак · f6 чорна тура · h6 чорний пішак · a5 чорний слон · d5 білий пішак · e5 чорний пішак · f5 чорна тура · g5 чорний ферзь · h5 чорний слон · e4 білий король · f4 чорний пішак · g4 чорний пішак · h4 білий слон | d8 білий кінь · h8 білий ферзь · e7 чорний король · f7 білий пішак · g7 білий кінь · h7 біла тура · c6 білий пішак · f6 чорна тура · h6 чорний пішак · a5 чорний слон · d5 білий пішак · e5 чорний пішак · f5 чорна тура · g5 чорний ферзь · h5 чорний слон · e4 білий король · f4 чорний пішак · g4 чорний пішак · h4 білий слон | d8 білий кінь · h8 білий ферзь · e7 чорний король · f7 білий пішак · g7 білий кінь · h7 біла тура · c6 білий пішак · f6 чорна тура · h6 чорний пішак · a5 чорний слон · d5 білий пішак · e5 чорний пішак · f5 чорна тура · g5 чорний ферзь · h5 чорний слон · e4 білий король · f4 чорний пішак · g4 чорний пішак · h4 білий слон | d8 білий кінь · h8 білий ферзь · e7 чорний король · f7 білий пішак · g7 білий кінь · h7 біла тура · c6 білий пішак · f6 чорна тура · h6 чорний пішак · a5 чорний слон · d5 білий пішак · e5 чорний пішак · f5 чорна тура · g5 чорний ферзь · h5 чорний слон · e4 білий король · f4 чорний пішак · g4 чорний пішак · h4 білий слон | d8 білий кінь · h8 білий ферзь · e7 чорний король · f7 білий пішак · g7 білий кінь · h7 біла тура · c6 білий пішак · f6 чорна тура · h6 чорний пішак · a5 чорний слон · d5 білий пішак · e5 чорний пішак · f5 чорна тура · g5 чорний ферзь · h5 чорний слон · e4 білий король · f4 чорний пішак · g4 чорний пішак · h4 білий слон | 8 |
| 7 | d8 білий кінь · h8 білий ферзь · e7 чорний король · f7 білий пішак · g7 білий кінь · h7 біла тура · c6 білий пішак · f6 чорна тура · h6 чорний пішак · a5 чорний слон · d5 білий пішак · e5 чорний пішак · f5 чорна тура · g5 чорний ферзь · h5 чорний слон · e4 білий король · f4 чорний пішак · g4 чорний пішак · h4 білий слон | d8 білий кінь · h8 білий ферзь · e7 чорний король · f7 білий пішак · g7 білий кінь · h7 біла тура · c6 білий пішак · f6 чорна тура · h6 чорний пішак · a5 чорний слон · d5 білий пішак · e5 чорний пішак · f5 чорна тура · g5 чорний ферзь · h5 чорний слон · e4 білий король · f4 чорний пішак · g4 чорний пішак · h4 білий слон | d8 білий кінь · h8 білий ферзь · e7 чорний король · f7 білий пішак · g7 білий кінь · h7 біла тура · c6 білий пішак · f6 чорна тура · h6 чорний пішак · a5 чорний слон · d5 білий пішак · e5 чорний пішак · f5 чорна тура · g5 чорний ферзь · h5 чорний слон · e4 білий король · f4 чорний пішак · g4 чорний пішак · h4 білий слон | d8 білий кінь · h8 білий ферзь · e7 чорний король · f7 білий пішак · g7 білий кінь · h7 біла тура · c6 білий пішак · f6 чорна тура · h6 чорний пішак · a5 чорний слон · d5 білий пішак · e5 чорний пішак · f5 чорна тура · g5 чорний ферзь · h5 чорний слон · e4 білий король · f4 чорний пішак · g4 чорний пішак · h4 білий слон | d8 білий кінь · h8 білий ферзь · e7 чорний король · f7 білий пішак · g7 білий кінь · h7 біла тура · c6 білий пішак · f6 чорна тура · h6 чорний пішак · a5 чорний слон · d5 білий пішак · e5 чорний пішак · f5 чорна тура · g5 чорний ферзь · h5 чорний слон · e4 білий король · f4 чорний пішак · g4 чорний пішак · h4 білий слон | d8 білий кінь · h8 білий ферзь · e7 чорний король · f7 білий пішак · g7 білий кінь · h7 біла тура · c6 білий пішак · f6 чорна тура · h6 чорний пішак · a5 чорний слон · d5 білий пішак · e5 чорний пішак · f5 чорна тура · g5 чорний ферзь · h5 чорний слон · e4 білий король · f4 чорний пішак · g4 чорний пішак · h4 білий слон | d8 білий кінь · h8 білий ферзь · e7 чорний король · f7 білий пішак · g7 білий кінь · h7 біла тура · c6 білий пішак · f6 чорна тура · h6 чорний пішак · a5 чорний слон · d5 білий пішак · e5 чорний пішак · f5 чорна тура · g5 чорний ферзь · h5 чорний слон · e4 білий король · f4 чорний пішак · g4 чорний пішак · h4 білий слон | d8 білий кінь · h8 білий ферзь · e7 чорний король · f7 білий пішак · g7 білий кінь · h7 біла тура · c6 білий пішак · f6 чорна тура · h6 чорний пішак · a5 чорний слон · d5 білий пішак · e5 чорний пішак · f5 чорна тура · g5 чорний ферзь · h5 чорний слон · e4 білий король · f4 чорний пішак · g4 чорний пішак · h4 білий слон | 7 |
| 6 | d8 білий кінь · h8 білий ферзь · e7 чорний король · f7 білий пішак · g7 білий кінь · h7 біла тура · c6 білий пішак · f6 чорна тура · h6 чорний пішак · a5 чорний слон · d5 білий пішак · e5 чорний пішак · f5 чорна тура · g5 чорний ферзь · h5 чорний слон · e4 білий король · f4 чорний пішак · g4 чорний пішак · h4 білий слон | d8 білий кінь · h8 білий ферзь · e7 чорний король · f7 білий пішак · g7 білий кінь · h7 біла тура · c6 білий пішак · f6 чорна тура · h6 чорний пішак · a5 чорний слон · d5 білий пішак · e5 чорний пішак · f5 чорна тура · g5 чорний ферзь · h5 чорний слон · e4 білий король · f4 чорний пішак · g4 чорний пішак · h4 білий слон | d8 білий кінь · h8 білий ферзь · e7 чорний король · f7 білий пішак · g7 білий кінь · h7 біла тура · c6 білий пішак · f6 чорна тура · h6 чорний пішак · a5 чорний слон · d5 білий пішак · e5 чорний пішак · f5 чорна тура · g5 чорний ферзь · h5 чорний слон · e4 білий король · f4 чорний пішак · g4 чорний пішак · h4 білий слон | d8 білий кінь · h8 білий ферзь · e7 чорний король · f7 білий пішак · g7 білий кінь · h7 біла тура · c6 білий пішак · f6 чорна тура · h6 чорний пішак · a5 чорний слон · d5 білий пішак · e5 чорний пішак · f5 чорна тура · g5 чорний ферзь · h5 чорний слон · e4 білий король · f4 чорний пішак · g4 чорний пішак · h4 білий слон | d8 білий кінь · h8 білий ферзь · e7 чорний король · f7 білий пішак · g7 білий кінь · h7 біла тура · c6 білий пішак · f6 чорна тура · h6 чорний пішак · a5 чорний слон · d5 білий пішак · e5 чорний пішак · f5 чорна тура · g5 чорний ферзь · h5 чорний слон · e4 білий король · f4 чорний пішак · g4 чорний пішак · h4 білий слон | d8 білий кінь · h8 білий ферзь · e7 чорний король · f7 білий пішак · g7 білий кінь · h7 біла тура · c6 білий пішак · f6 чорна тура · h6 чорний пішак · a5 чорний слон · d5 білий пішак · e5 чорний пішак · f5 чорна тура · g5 чорний ферзь · h5 чорний слон · e4 білий король · f4 чорний пішак · g4 чорний пішак · h4 білий слон | d8 білий кінь · h8 білий ферзь · e7 чорний король · f7 білий пішак · g7 білий кінь · h7 біла тура · c6 білий пішак · f6 чорна тура · h6 чорний пішак · a5 чорний слон · d5 білий пішак · e5 чорний пішак · f5 чорна тура · g5 чорний ферзь · h5 чорний слон · e4 білий король · f4 чорний пішак · g4 чорний пішак · h4 білий слон | d8 білий кінь · h8 білий ферзь · e7 чорний король · f7 білий пішак · g7 білий кінь · h7 біла тура · c6 білий пішак · f6 чорна тура · h6 чорний пішак · a5 чорний слон · d5 білий пішак · e5 чорний пішак · f5 чорна тура · g5 чорний ферзь · h5 чорний слон · e4 білий король · f4 чорний пішак · g4 чорний пішак · h4 білий слон | 6 |
| 5 | d8 білий кінь · h8 білий ферзь · e7 чорний король · f7 білий пішак · g7 білий кінь · h7 біла тура · c6 білий пішак · f6 чорна тура · h6 чорний пішак · a5 чорний слон · d5 білий пішак · e5 чорний пішак · f5 чорна тура · g5 чорний ферзь · h5 чорний слон · e4 білий король · f4 чорний пішак · g4 чорний пішак · h4 білий слон | d8 білий кінь · h8 білий ферзь · e7 чорний король · f7 білий пішак · g7 білий кінь · h7 біла тура · c6 білий пішак · f6 чорна тура · h6 чорний пішак · a5 чорний слон · d5 білий пішак · e5 чорний пішак · f5 чорна тура · g5 чорний ферзь · h5 чорний слон · e4 білий король · f4 чорний пішак · g4 чорний пішак · h4 білий слон | d8 білий кінь · h8 білий ферзь · e7 чорний король · f7 білий пішак · g7 білий кінь · h7 біла тура · c6 білий пішак · f6 чорна тура · h6 чорний пішак · a5 чорний слон · d5 білий пішак · e5 чорний пішак · f5 чорна тура · g5 чорний ферзь · h5 чорний слон · e4 білий король · f4 чорний пішак · g4 чорний пішак · h4 білий слон | d8 білий кінь · h8 білий ферзь · e7 чорний король · f7 білий пішак · g7 білий кінь · h7 біла тура · c6 білий пішак · f6 чорна тура · h6 чорний пішак · a5 чорний слон · d5 білий пішак · e5 чорний пішак · f5 чорна тура · g5 чорний ферзь · h5 чорний слон · e4 білий король · f4 чорний пішак · g4 чорний пішак · h4 білий слон | d8 білий кінь · h8 білий ферзь · e7 чорний король · f7 білий пішак · g7 білий кінь · h7 біла тура · c6 білий пішак · f6 чорна тура · h6 чорний пішак · a5 чорний слон · d5 білий пішак · e5 чорний пішак · f5 чорна тура · g5 чорний ферзь · h5 чорний слон · e4 білий король · f4 чорний пішак · g4 чорний пішак · h4 білий слон | d8 білий кінь · h8 білий ферзь · e7 чорний король · f7 білий пішак · g7 білий кінь · h7 біла тура · c6 білий пішак · f6 чорна тура · h6 чорний пішак · a5 чорний слон · d5 білий пішак · e5 чорний пішак · f5 чорна тура · g5 чорний ферзь · h5 чорний слон · e4 білий король · f4 чорний пішак · g4 чорний пішак · h4 білий слон | d8 білий кінь · h8 білий ферзь · e7 чорний король · f7 білий пішак · g7 білий кінь · h7 біла тура · c6 білий пішак · f6 чорна тура · h6 чорний пішак · a5 чорний слон · d5 білий пішак · e5 чорний пішак · f5 чорна тура · g5 чорний ферзь · h5 чорний слон · e4 білий король · f4 чорний пішак · g4 чорний пішак · h4 білий слон | d8 білий кінь · h8 білий ферзь · e7 чорний король · f7 білий пішак · g7 білий кінь · h7 біла тура · c6 білий пішак · f6 чорна тура · h6 чорний пішак · a5 чорний слон · d5 білий пішак · e5 чорний пішак · f5 чорна тура · g5 чорний ферзь · h5 чорний слон · e4 білий король · f4 чорний пішак · g4 чорний пішак · h4 білий слон | 5 |
| 4 | d8 білий кінь · h8 білий ферзь · e7 чорний король · f7 білий пішак · g7 білий кінь · h7 біла тура · c6 білий пішак · f6 чорна тура · h6 чорний пішак · a5 чорний слон · d5 білий пішак · e5 чорний пішак · f5 чорна тура · g5 чорний ферзь · h5 чорний слон · e4 білий король · f4 чорний пішак · g4 чорний пішак · h4 білий слон | d8 білий кінь · h8 білий ферзь · e7 чорний король · f7 білий пішак · g7 білий кінь · h7 біла тура · c6 білий пішак · f6 чорна тура · h6 чорний пішак · a5 чорний слон · d5 білий пішак · e5 чорний пішак · f5 чорна тура · g5 чорний ферзь · h5 чорний слон · e4 білий король · f4 чорний пішак · g4 чорний пішак · h4 білий слон | d8 білий кінь · h8 білий ферзь · e7 чорний король · f7 білий пішак · g7 білий кінь · h7 біла тура · c6 білий пішак · f6 чорна тура · h6 чорний пішак · a5 чорний слон · d5 білий пішак · e5 чорний пішак · f5 чорна тура · g5 чорний ферзь · h5 чорний слон · e4 білий король · f4 чорний пішак · g4 чорний пішак · h4 білий слон | d8 білий кінь · h8 білий ферзь · e7 чорний король · f7 білий пішак · g7 білий кінь · h7 біла тура · c6 білий пішак · f6 чорна тура · h6 чорний пішак · a5 чорний слон · d5 білий пішак · e5 чорний пішак · f5 чорна тура · g5 чорний ферзь · h5 чорний слон · e4 білий король · f4 чорний пішак · g4 чорний пішак · h4 білий слон | d8 білий кінь · h8 білий ферзь · e7 чорний король · f7 білий пішак · g7 білий кінь · h7 біла тура · c6 білий пішак · f6 чорна тура · h6 чорний пішак · a5 чорний слон · d5 білий пішак · e5 чорний пішак · f5 чорна тура · g5 чорний ферзь · h5 чорний слон · e4 білий король · f4 чорний пішак · g4 чорний пішак · h4 білий слон | d8 білий кінь · h8 білий ферзь · e7 чорний король · f7 білий пішак · g7 білий кінь · h7 біла тура · c6 білий пішак · f6 чорна тура · h6 чорний пішак · a5 чорний слон · d5 білий пішак · e5 чорний пішак · f5 чорна тура · g5 чорний ферзь · h5 чорний слон · e4 білий король · f4 чорний пішак · g4 чорний пішак · h4 білий слон | d8 білий кінь · h8 білий ферзь · e7 чорний король · f7 білий пішак · g7 білий кінь · h7 біла тура · c6 білий пішак · f6 чорна тура · h6 чорний пішак · a5 чорний слон · d5 білий пішак · e5 чорний пішак · f5 чорна тура · g5 чорний ферзь · h5 чорний слон · e4 білий король · f4 чорний пішак · g4 чорний пішак · h4 білий слон | d8 білий кінь · h8 білий ферзь · e7 чорний король · f7 білий пішак · g7 білий кінь · h7 біла тура · c6 білий пішак · f6 чорна тура · h6 чорний пішак · a5 чорний слон · d5 білий пішак · e5 чорний пішак · f5 чорна тура · g5 чорний ферзь · h5 чорний слон · e4 білий король · f4 чорний пішак · g4 чорний пішак · h4 білий слон | 4 |
| 3 | d8 білий кінь · h8 білий ферзь · e7 чорний король · f7 білий пішак · g7 білий кінь · h7 біла тура · c6 білий пішак · f6 чорна тура · h6 чорний пішак · a5 чорний слон · d5 білий пішак · e5 чорний пішак · f5 чорна тура · g5 чорний ферзь · h5 чорний слон · e4 білий король · f4 чорний пішак · g4 чорний пішак · h4 білий слон | d8 білий кінь · h8 білий ферзь · e7 чорний король · f7 білий пішак · g7 білий кінь · h7 біла тура · c6 білий пішак · f6 чорна тура · h6 чорний пішак · a5 чорний слон · d5 білий пішак · e5 чорний пішак · f5 чорна тура · g5 чорний ферзь · h5 чорний слон · e4 білий король · f4 чорний пішак · g4 чорний пішак · h4 білий слон | d8 білий кінь · h8 білий ферзь · e7 чорний король · f7 білий пішак · g7 білий кінь · h7 біла тура · c6 білий пішак · f6 чорна тура · h6 чорний пішак · a5 чорний слон · d5 білий пішак · e5 чорний пішак · f5 чорна тура · g5 чорний ферзь · h5 чорний слон · e4 білий король · f4 чорний пішак · g4 чорний пішак · h4 білий слон | d8 білий кінь · h8 білий ферзь · e7 чорний король · f7 білий пішак · g7 білий кінь · h7 біла тура · c6 білий пішак · f6 чорна тура · h6 чорний пішак · a5 чорний слон · d5 білий пішак · e5 чорний пішак · f5 чорна тура · g5 чорний ферзь · h5 чорний слон · e4 білий король · f4 чорний пішак · g4 чорний пішак · h4 білий слон | d8 білий кінь · h8 білий ферзь · e7 чорний король · f7 білий пішак · g7 білий кінь · h7 біла тура · c6 білий пішак · f6 чорна тура · h6 чорний пішак · a5 чорний слон · d5 білий пішак · e5 чорний пішак · f5 чорна тура · g5 чорний ферзь · h5 чорний слон · e4 білий король · f4 чорний пішак · g4 чорний пішак · h4 білий слон | d8 білий кінь · h8 білий ферзь · e7 чорний король · f7 білий пішак · g7 білий кінь · h7 біла тура · c6 білий пішак · f6 чорна тура · h6 чорний пішак · a5 чорний слон · d5 білий пішак · e5 чорний пішак · f5 чорна тура · g5 чорний ферзь · h5 чорний слон · e4 білий король · f4 чорний пішак · g4 чорний пішак · h4 білий слон | d8 білий кінь · h8 білий ферзь · e7 чорний король · f7 білий пішак · g7 білий кінь · h7 біла тура · c6 білий пішак · f6 чорна тура · h6 чорний пішак · a5 чорний слон · d5 білий пішак · e5 чорний пішак · f5 чорна тура · g5 чорний ферзь · h5 чорний слон · e4 білий король · f4 чорний пішак · g4 чорний пішак · h4 білий слон | d8 білий кінь · h8 білий ферзь · e7 чорний король · f7 білий пішак · g7 білий кінь · h7 біла тура · c6 білий пішак · f6 чорна тура · h6 чорний пішак · a5 чорний слон · d5 білий пішак · e5 чорний пішак · f5 чорна тура · g5 чорний ферзь · h5 чорний слон · e4 білий король · f4 чорний пішак · g4 чорний пішак · h4 білий слон | 3 |
| 2 | d8 білий кінь · h8 білий ферзь · e7 чорний король · f7 білий пішак · g7 білий кінь · h7 біла тура · c6 білий пішак · f6 чорна тура · h6 чорний пішак · a5 чорний слон · d5 білий пішак · e5 чорний пішак · f5 чорна тура · g5 чорний ферзь · h5 чорний слон · e4 білий король · f4 чорний пішак · g4 чорний пішак · h4 білий слон | d8 білий кінь · h8 білий ферзь · e7 чорний король · f7 білий пішак · g7 білий кінь · h7 біла тура · c6 білий пішак · f6 чорна тура · h6 чорний пішак · a5 чорний слон · d5 білий пішак · e5 чорний пішак · f5 чорна тура · g5 чорний ферзь · h5 чорний слон · e4 білий король · f4 чорний пішак · g4 чорний пішак · h4 білий слон | d8 білий кінь · h8 білий ферзь · e7 чорний король · f7 білий пішак · g7 білий кінь · h7 біла тура · c6 білий пішак · f6 чорна тура · h6 чорний пішак · a5 чорний слон · d5 білий пішак · e5 чорний пішак · f5 чорна тура · g5 чорний ферзь · h5 чорний слон · e4 білий король · f4 чорний пішак · g4 чорний пішак · h4 білий слон | d8 білий кінь · h8 білий ферзь · e7 чорний король · f7 білий пішак · g7 білий кінь · h7 біла тура · c6 білий пішак · f6 чорна тура · h6 чорний пішак · a5 чорний слон · d5 білий пішак · e5 чорний пішак · f5 чорна тура · g5 чорний ферзь · h5 чорний слон · e4 білий король · f4 чорний пішак · g4 чорний пішак · h4 білий слон | d8 білий кінь · h8 білий ферзь · e7 чорний король · f7 білий пішак · g7 білий кінь · h7 біла тура · c6 білий пішак · f6 чорна тура · h6 чорний пішак · a5 чорний слон · d5 білий пішак · e5 чорний пішак · f5 чорна тура · g5 чорний ферзь · h5 чорний слон · e4 білий король · f4 чорний пішак · g4 чорний пішак · h4 білий слон | d8 білий кінь · h8 білий ферзь · e7 чорний король · f7 білий пішак · g7 білий кінь · h7 біла тура · c6 білий пішак · f6 чорна тура · h6 чорний пішак · a5 чорний слон · d5 білий пішак · e5 чорний пішак · f5 чорна тура · g5 чорний ферзь · h5 чорний слон · e4 білий король · f4 чорний пішак · g4 чорний пішак · h4 білий слон | d8 білий кінь · h8 білий ферзь · e7 чорний король · f7 білий пішак · g7 білий кінь · h7 біла тура · c6 білий пішак · f6 чорна тура · h6 чорний пішак · a5 чорний слон · d5 білий пішак · e5 чорний пішак · f5 чорна тура · g5 чорний ферзь · h5 чорний слон · e4 білий король · f4 чорний пішак · g4 чорний пішак · h4 білий слон | d8 білий кінь · h8 білий ферзь · e7 чорний король · f7 білий пішак · g7 білий кінь · h7 біла тура · c6 білий пішак · f6 чорна тура · h6 чорний пішак · a5 чорний слон · d5 білий пішак · e5 чорний пішак · f5 чорна тура · g5 чорний ферзь · h5 чорний слон · e4 білий король · f4 чорний пішак · g4 чорний пішак · h4 білий слон | 2 |
| 1 | d8 білий кінь · h8 білий ферзь · e7 чорний король · f7 білий пішак · g7 білий кінь · h7 біла тура · c6 білий пішак · f6 чорна тура · h6 чорний пішак · a5 чорний слон · d5 білий пішак · e5 чорний пішак · f5 чорна тура · g5 чорний ферзь · h5 чорний слон · e4 білий король · f4 чорний пішак · g4 чорний пішак · h4 білий слон | d8 білий кінь · h8 білий ферзь · e7 чорний король · f7 білий пішак · g7 білий кінь · h7 біла тура · c6 білий пішак · f6 чорна тура · h6 чорний пішак · a5 чорний слон · d5 білий пішак · e5 чорний пішак · f5 чорна тура · g5 чорний ферзь · h5 чорний слон · e4 білий король · f4 чорний пішак · g4 чорний пішак · h4 білий слон | d8 білий кінь · h8 білий ферзь · e7 чорний король · f7 білий пішак · g7 білий кінь · h7 біла тура · c6 білий пішак · f6 чорна тура · h6 чорний пішак · a5 чорний слон · d5 білий пішак · e5 чорний пішак · f5 чорна тура · g5 чорний ферзь · h5 чорний слон · e4 білий король · f4 чорний пішак · g4 чорний пішак · h4 білий слон | d8 білий кінь · h8 білий ферзь · e7 чорний король · f7 білий пішак · g7 білий кінь · h7 біла тура · c6 білий пішак · f6 чорна тура · h6 чорний пішак · a5 чорний слон · d5 білий пішак · e5 чорний пішак · f5 чорна тура · g5 чорний ферзь · h5 чорний слон · e4 білий король · f4 чорний пішак · g4 чорний пішак · h4 білий слон | d8 білий кінь · h8 білий ферзь · e7 чорний король · f7 білий пішак · g7 білий кінь · h7 біла тура · c6 білий пішак · f6 чорна тура · h6 чорний пішак · a5 чорний слон · d5 білий пішак · e5 чорний пішак · f5 чорна тура · g5 чорний ферзь · h5 чорний слон · e4 білий король · f4 чорний пішак · g4 чорний пішак · h4 білий слон | d8 білий кінь · h8 білий ферзь · e7 чорний король · f7 білий пішак · g7 білий кінь · h7 біла тура · c6 білий пішак · f6 чорна тура · h6 чорний пішак · a5 чорний слон · d5 білий пішак · e5 чорний пішак · f5 чорна тура · g5 чорний ферзь · h5 чорний слон · e4 білий король · f4 чорний пішак · g4 чорний пішак · h4 білий слон | d8 білий кінь · h8 білий ферзь · e7 чорний король · f7 білий пішак · g7 білий кінь · h7 біла тура · c6 білий пішак · f6 чорна тура · h6 чорний пішак · a5 чорний слон · d5 білий пішак · e5 чорний пішак · f5 чорна тура · g5 чорний ферзь · h5 чорний слон · e4 білий король · f4 чорний пішак · g4 чорний пішак · h4 білий слон | d8 білий кінь · h8 білий ферзь · e7 чорний король · f7 білий пішак · g7 білий кінь · h7 біла тура · c6 білий пішак · f6 чорна тура · h6 чорний пішак · a5 чорний слон · d5 білий пішак · e5 чорний пішак · f5 чорна тура · g5 чорний ферзь · h5 чорний слон · e4 білий король · f4 чорний пішак · g4 чорний пішак · h4 білий слон | 1 |
|   | a | b | c | d | e | f | g | h |   |

FEN: 3N3Q/4kPNR/2P2r1p/b2Pprqb/4KppB/8/8/8
1. Sde6! ~ 2. Qf8#
1. ... Qg7 2. f8Q#
1. ... Rf7 2. Sf5#